# Hirkhouf
Le prince Hirkhouf est nomarque d'Assouan sous les règnes de Mérenrê Ier et de Pépi II. Tout ce que l'on sait de sa vie provient des inscriptions de sa tombe à Qubbet el-Hawa sur la rive ouest du Nil à Assouan, près de la première cataracte du Nil. 
L'autobiographie de Hirkhouf est une inscription funéraire privée de l'Égypte antique. Elle est importante en égyptologie car c'est l'une des deux plus importantes, et la plus célèbre, inscriptions autobiographiques de fonctionnaires de l'Ancien Empire.

## Biographie
Nommé gouverneur de la Haute-Égypte, ses principales activités sont le commerce avec la Nubie, la création de liens politiques avec les dirigeants locaux et la préparation du terrain pour une expansion égyptienne en Nubie. En tant que chef des troupes étrangères et des pays du Sud, il organise quatre grandes expéditions en Afrique sur l’ordre des deux pharaons. Il avance au-delà de la Nubie, et rapporte de nombreuses richesses. Son récit écrit de ces expéditions est la source la plus importante pour les relations de l'Égypte avec la Nubie à cette époque. Lors de la dernière expédition, il ramène avec lui ce que sa correspondance avec le jeune Pépi II qualifiait de nain, apparemment un pygmée.
Mérenrê a confié la conduite d'expéditions en basse Nubie à Hirkhouf, alors gouverneur du Sud à Éléphantine. Il parcourt une distance considérable jusqu'au pays de Yam, qui correspond probablement à la plaine fertile qui s'ouvre au sud de l'actuelle Khartoum, là où le Nil Bleu rejoint le Nil Blanc. Cependant, Jean Yoyotte pense que Yam est situé plus au nord, dans le désert de Libye.
Il obtient la soumission à l'Égypte des chefs tribaux locaux et inaugure ainsi la suzeraineté pharaonique sur ces terres, que la culture égyptienne influencera profondément durant des siècles. De ces pays, les Égyptiens font venir des produits précieux tels que l'or, l'ivoire, l'encens, le bois d'ébène.
Le jeune Pépi II, dès le début de son règne, est fasciné par ces contrées méridionales aux richesses merveilleuses. Il y renvoie Hirkhouf, en l'an 2 de son règne. Ce dernier nous a laissé dans son tombeau d'Éléphantine une longue biographie avec la reproduction d'une lettre du pharaon reçue durant son retour vers l'Égypte. On y lit l'enthousiasme et la sollicitude de l'enfant-roi pour un pygmée, étonnant présent qu'Hirkhouf ramène de son voyage à la cour de Memphis :
« Tu as dit dans ta lettre que tu rapportais toutes sortes de présents. Tu dis aussi (...) que tu ramènes un Pygmée (...) semblable au Pygmée qu'avait rapporté de Pount le trésorier du dieu, Baourded, au temps d' Isesi... Reviens donc vers le nord, à la Résidence ; laisse tout, et amène avec toi ce Pygmée que tu as rapporté du pays des habitants de l'horizon. »
C'est encore Hirkhouf qui, plus tard, découvre en plein désert à l'ouest de Thèbes les oasis de Kharga et d'Ad-Dakhla qui deviennent par la suite des centres importants et prospères.

## Sépulture
Les inscriptions dans la tombe de Hirkhouf reflètent les changements dans la vision égyptienne du monde qui se produisaient à la fin de l'Ancien Empire et à la Première Période intermédiaire, la personne du roi devenant plus humaine et affichant des émotions et des intérêts, tout en commentant une personne menant une vie morale en aidant son prochain : « J'ai donné du pain à l'affamé, des vêtements à celui qui était nu, j'ai fait traverser celui qui n'avait pas de bateau ».

### Inscriptions du tombeau

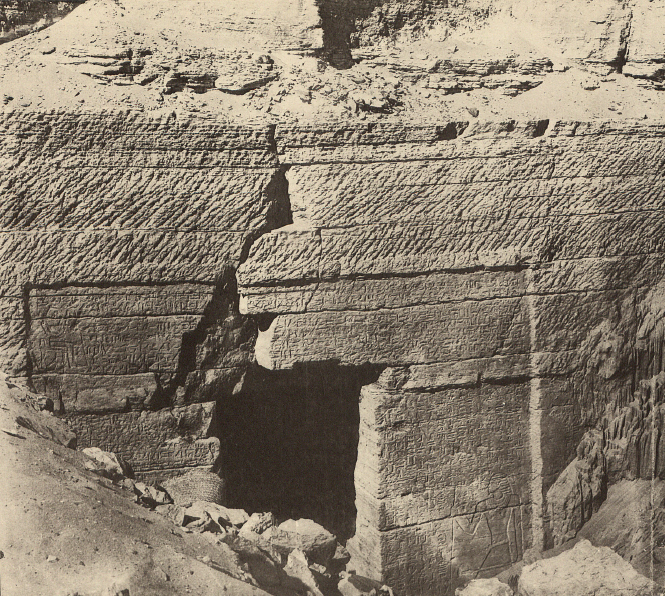
Entrée de la tombe d'Hirkhouf vers 1890.

Le récit de la carrière d'Hirkhouf est précédé de prières pour des offrandes et une bonne sépulture, et de la liste des vertus - éléments standardisés de l'autobiographie funéraire. Cinquante-huit lignes sont gravées à l'extérieur de la pierre tendre et écaillée de la tombe. Les descriptions des inscriptions de chaque côté de la tombe sont présentées ci-dessous.

#### Au-dessus de l'entrée (huit lignes)
Hirkhouf fait des prières pour des offrandes et une bonne sépulture. Il mentionne une « offrande que le roi donne et l'Anubie », ce qui montre son importance et sa hiérarchie en Égypte. Même le roi donne une offrande, ce qui est encore plus révélateur. Hirkhouf énonce ses titres, comme celui de « gouverneur de Haute-Égypte », prie pour un voyage paisible dans l'au-delà, et mentionne de nombreuses fêtes et qu'il doit célébrer. Enfin, une liste de ses vertus est incluse, comme celle de ne jamais juger entre deux personnes, d'aider les autres et de construire une maison. Ceci est très similaire aux devoirs d'un roi ; Hirkhouf, qui est un prêtre très estimé, possède ces qualités de roi.

#### Côté droit de l'entrée (quatorze lignes)
Hirkhouf raconte son expédition à Yam (située en Haute-Nubie), la première fois avec son père, portant des cadeaux et des produits. Le deuxième voyage a été fait seul où il a traversé d'autres terres étrangères, notant que cela n'a pas été fait par quelqu'un d'autre avant, et encore une fois, portant de beaux cadeaux. Lors du troisième voyage à Yam, il découvre que le souverain s'était rendu sur la terre de Tjemeh pour frapper les Tjemeh ; cependant, Hirkhouf parvient à satisfaire le souverain de Yam, et le souverain de Yam loua tous les dieux.

#### Côté gauche de l'entrée (dix lignes)
Après avoir satisfait le souverain de Yam, Hirkhouf descend par le sud d'Irtjet et le nord de Setju. Il trouve leur souverain, qui est impressionné par tous ses biens et produits ainsi que par les nombreuses troupes de Yam qui l'accompagnaient, que le souverain escorte et conduit jusqu'au chemin de montagne d'Irtjet.

#### Extrême droite (vingt-six lignes)
Le tombeau de Hirkhouf décrit le texte d'une lettre qu'il a reçue du roi Néferkarê, où celui-ci exprime avec force son impatience de voir le pygmée qu'Hirkhouf ramenait avec lui. Pour son succès, Hirkhouf se voit promettre par le roi de nombreux honneurs. Les expéditions de Hirkhouf avaient pour seul but d'atteindre Yam, d'acquérir les produits désirés et de retourner en Égypte.